# Feeding the Machine
Feeding The Machine é o primeiro álbum de estúdio da banda portuguesa X-Wife.

## Faixas
1. "New Old City"
2. "Eno"
3. "Fall"
4. "Second Best"
5. "Action Plan"
6. "Clinic"
7. "The Sound Of You"
8. "Rockin' Rio"
9. "Outside"
10. "We Are"
11. "Taking Control"

## Créditos
- João Vieira (Dj Kitten) (voz/guitarra),
- Fernando Sousa (baixo),
- Rui Maia (Sintetizadores/ bateria/drum machine)